# Procès des 193
Le procès des 193 désigne un procès de 193 activistes populistes anti-tsaristes en automne 1877 à Saint-Pétersbourg.
Le procès des 193 fait suite à un procès en janvier 1877 chargé de juger les manifestants de la place Notre-Dame-de-Kazan le 6 décembre 1876 et un autre à Moscou en mars qui avait réuni 50 accusés.

## Organisation
Le procès des 193 fut organisé devant une chambre du Sénat. Commencé à la mi-octobre 1877, il se poursuivit durant des mois pour s’achever le 23 janvier 1878.

### Accusés
- Nicolas Kibaltchitch, activiste de la future Narodnaïa Volia.
- Sergueï Golouchev, activiste, peintre, critique d'art.
- Ekaterina Brechko-Brechkoskaia, activiste du Cercle Tchaïkovski qui participe à la création d'une commune à Kiev[3].
- Anna Yakimova, enseignante qui développe une activité humanitaire auprès des paysannes et ouvrières russes[3].

## Verdicts
Dans le contexte de l'époque, les peines prononcées furent plutôt légères. Les peines les plus lourdes ne dépassaient pas dix ans de travaux forcés et ne furent infligés qu’à cinq des accusés. Cependant, soixante-cinq des accusés avaient été tués, étaient morts par suicide ou avaient perdu la raison durant leur emprisonnement avant le procès.

## Impact
Pour le gouvernement russe, ce procès devait constituer le dernier acte de « la liquidation de la propagande révolutionnaire dans l'Empire ». L’impact politique du procès fut tout à fait désastreux pour le pouvoir politique. Pendant des mois, des opposants résolus du régime tsaristes eurent l’occasion de présenter leurs griefs à l’envi. Pis, les conjurés parvinrent à s’attirer la sympathie du public et même du jury, qui demanda aussitôt à Alexandre II d’alléger les peines les plus lourdes en les commuant en simples exil.
Le lendemain du verdict, le 24 janvier 1878, Véra Zassoulitch tentait d’assassiner le général Fiodor Fiodorovitch Trepov,. Ce geste donna lieu à un nouveau procès public en mars 1878.